# Bolęcinianka
Bolęcinianka – potok, lewy dopływ Wieprzówki o długości 5 km i powierzchni zlewni 6,36 km².
Jego źródła znajdują się na stokach Jawornicy, Potrójnej i Czarnego Gronia w Beskidzie Małym, najwyżej położone z nich znajdują się na wysokości około 820 m. Spływa w północnym kierunku przez miejscowość Sułkowice. Na należącym do tej miejscowości osiedlu Bolęcina uchodzi do Wieprzówki na wysokości 380 m. Koryto Bolęcinianki tworzy granicę między miejscowościami Sułkowice i Rzyki.
Potok ma średni spadek ok. 11,3%. Jego nazwa pochodzi od nazwy osiedla w Sułkowicach – Bolęciny. Na mapie Compass ma nazwę Bolęcinka.